# Forteresse de Loznica
La forteresse de Loznica (en serbe cyrillique : Лознички град ; en serbe latin : Loznički grad) est située à Loznica, dans le district de Mačva, en Serbie. Elle est inscrite sur la liste des monuments culturels protégés de la république de Serbie (identifiant no SK 720),.

## Présentation
La forteresse a été construite à l'époque de Karađorđe (Karageorges), le chef du Premier soulèvement serbe contre les Ottomans ; de l'ensemble, il ne subsiste que quelques murs et des vestiges de tranchées. Les fortifications avaient été entourées de douves par Jakov Nenadović en mars 1807[réf. nécessaire]. Le voïvode Antonije Bogićević (Anta Bogićević) est resté dans les lieux jusqu'à sa mort en 1813 ; son fils Bojo a pris sa suite mais, en raison de sa jeunesse, il a été conseillé par le voïvode Petar Nikolajević Moler[réf. nécessaire]. De nombreux combats se sont déroulés autour de cette forteresse, comme la bataille qui a eu lieu fin septembre 1810 entre Karađorđe et l'armée turque et lors de la grande révolte de 1813 quand Moler, défendant Loznica, a écrit une lettre avec son sang demandant de l'aide, mais en vain[réf. nécessaire].
Aujourd'hui, au milieu de l'ancienne forteresse ruinée transformée en parc, se trouve l'église de la Protection-de-la-Mère-de-Dieu, construite en 1873 dans un style néo-byzantin ; au sud du parvis se trouve la tombe d'Anta Bogićević dont les ossements ont été transférés dans les fondations de l'église. À l'emplacement de la forteresse se trouve aussi l'école élémentaire Anta Bogićević.

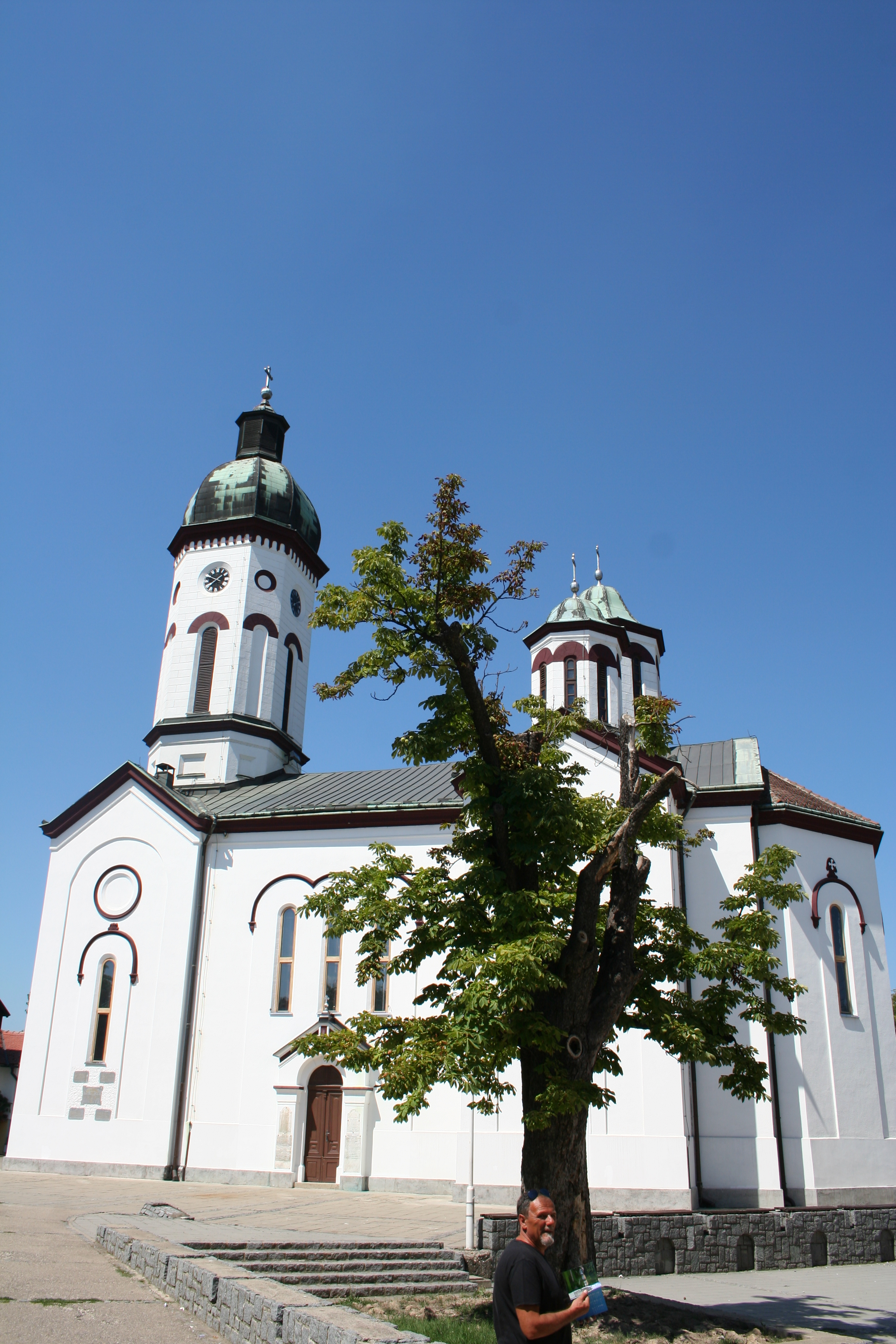
L'église de la Protection-de-la-Mère-de-Dieu.
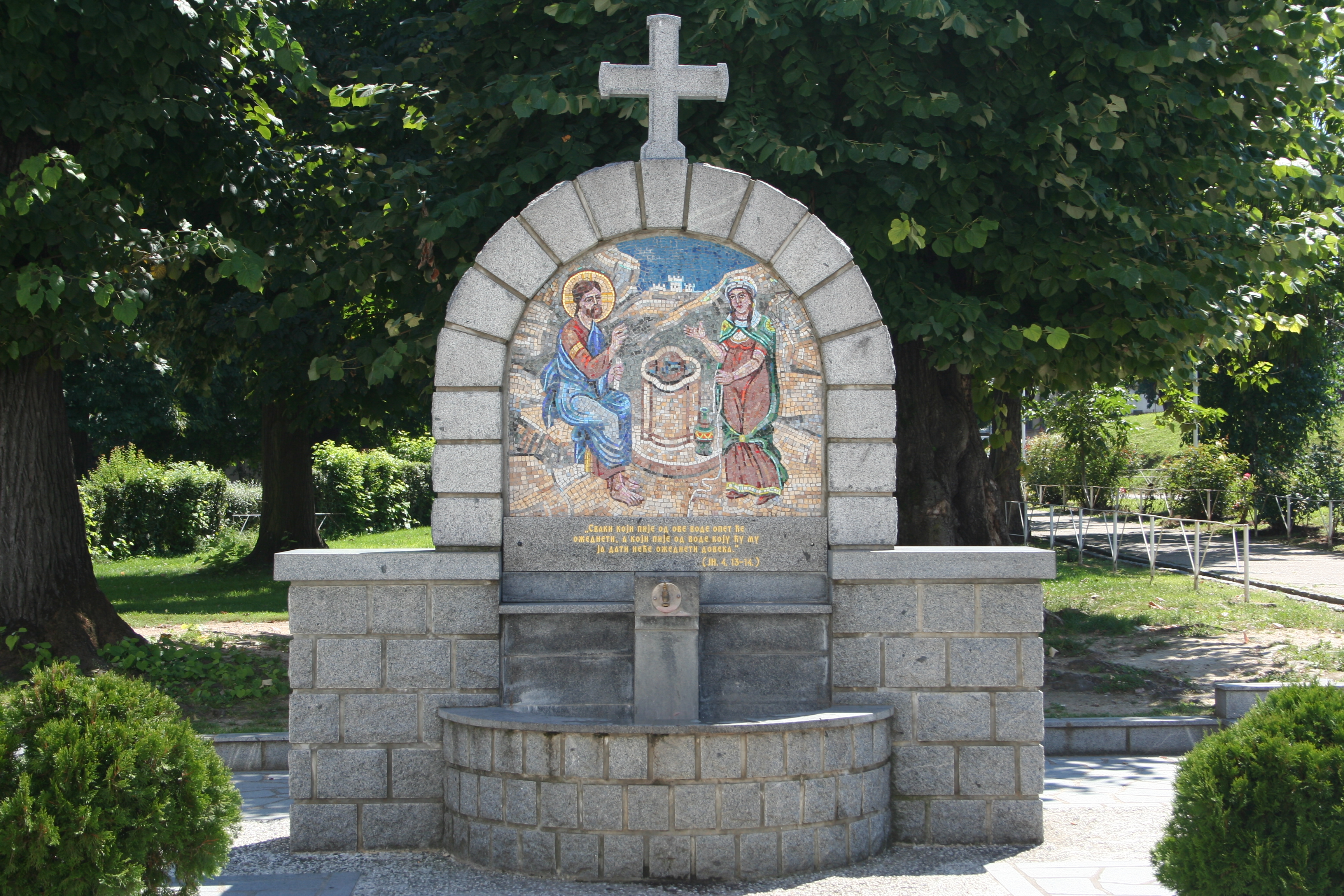
Fontaine commémorative sur le parvis de l'église.
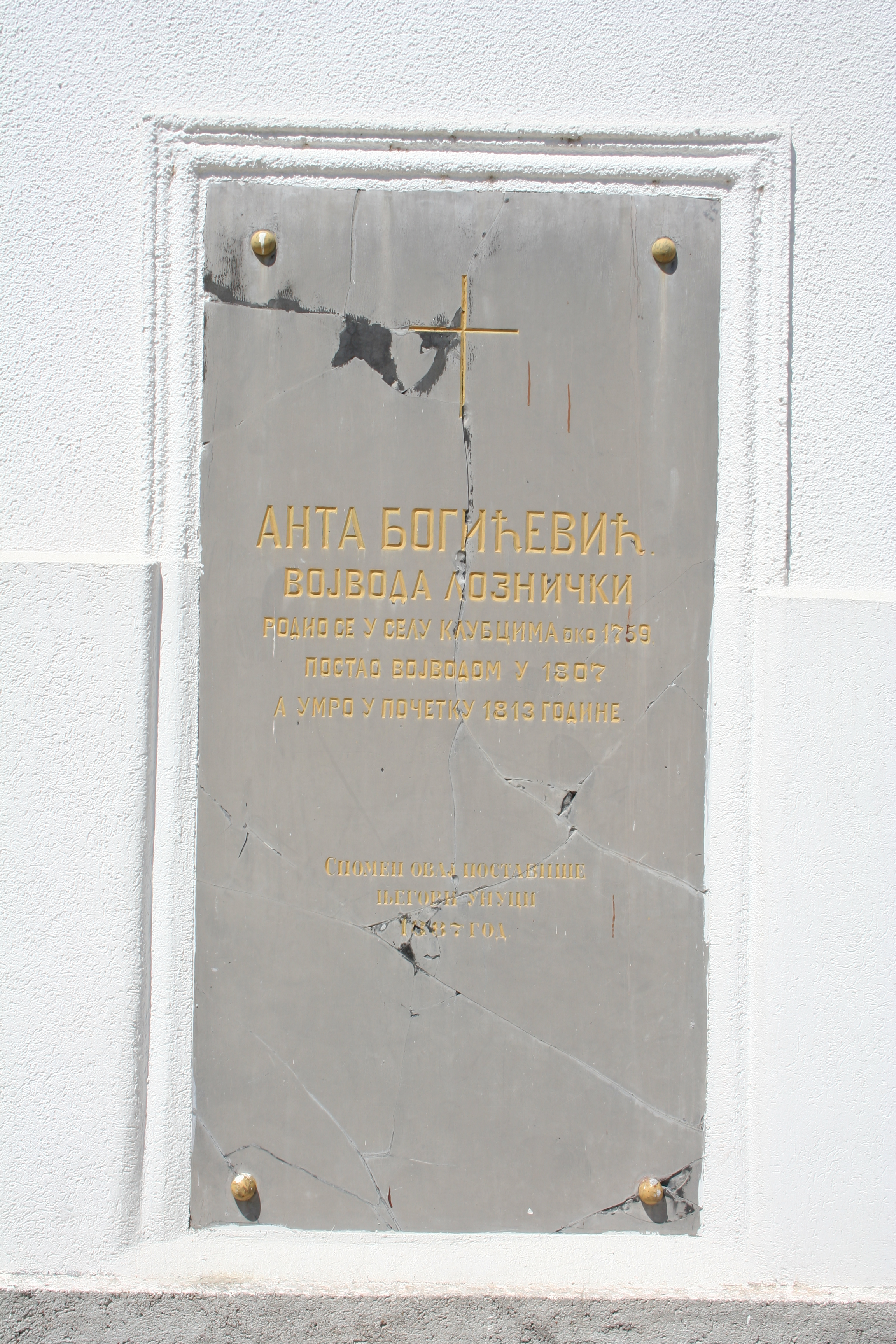
Tombe d'Anta Bogićević.
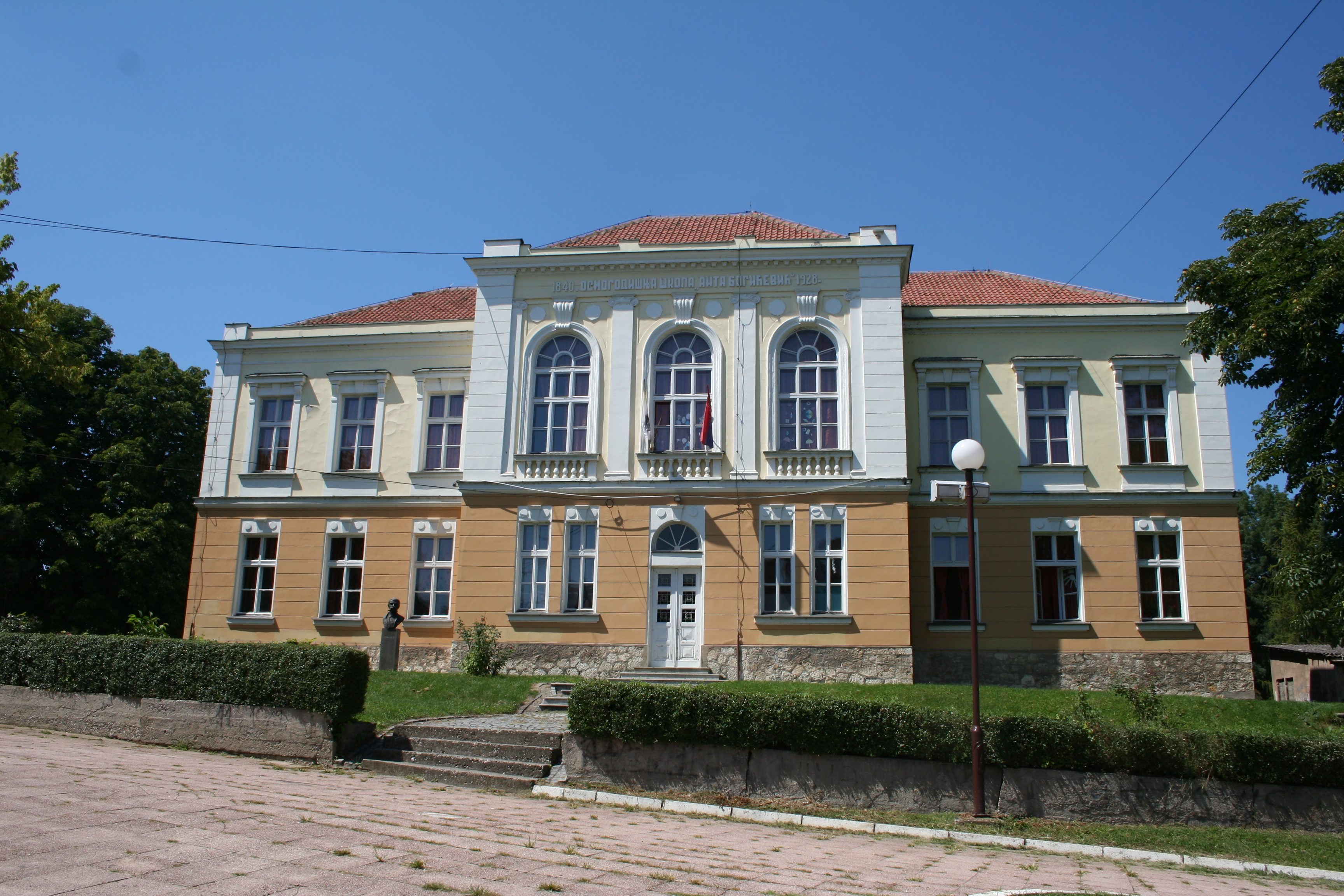
L'école élémentaire Anta Bogićević.
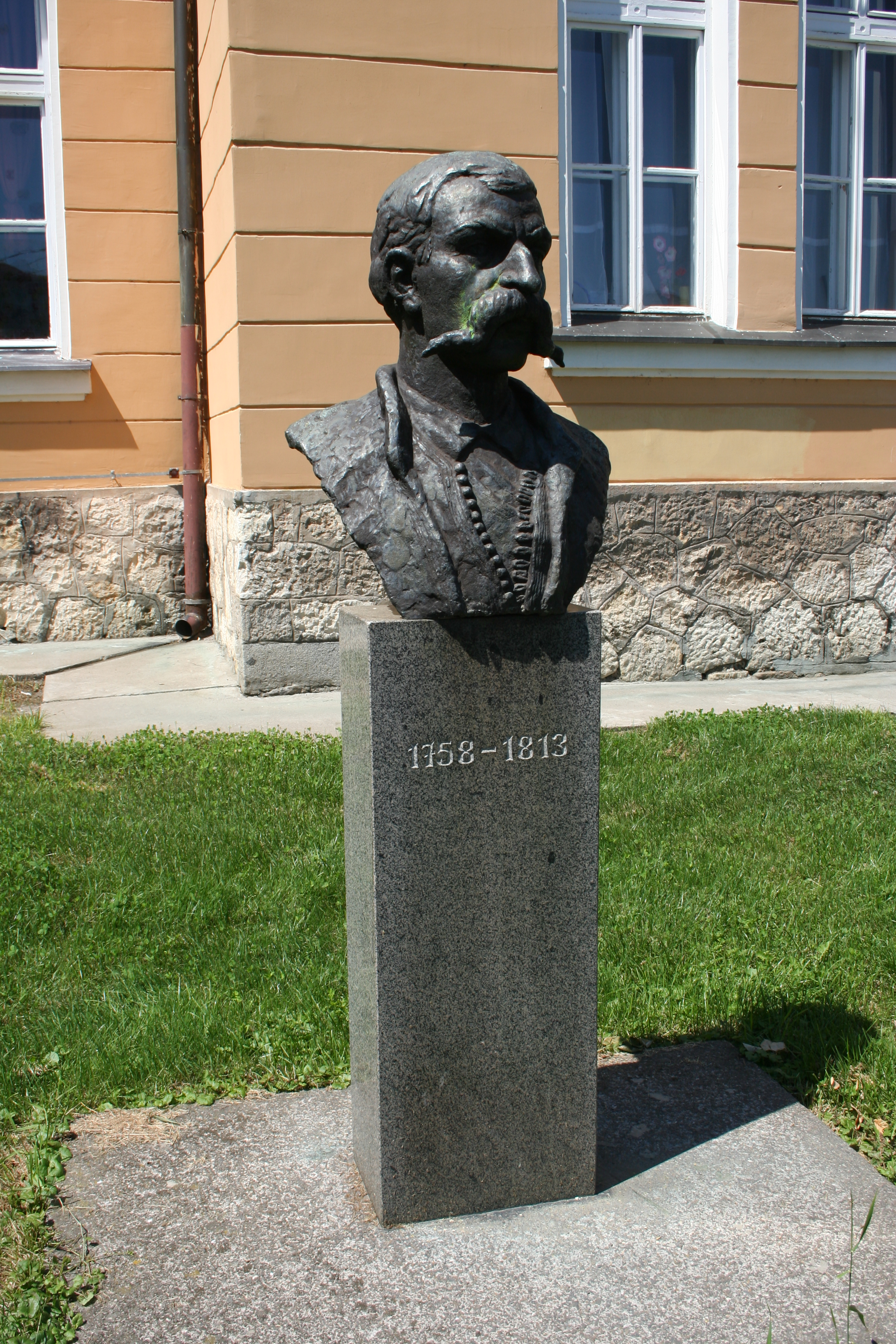
Buste d'Anta Bogićević devant l'école.